# Chamaepsila pectoralis
Chamaepsila pectoralis är en tvåvingeart som först beskrevs av Johann Wilhelm Meigen 1826.  Chamaepsila pectoralis ingår i släktet Chamaepsila, och familjen rotflugor. Arten är reproducerande i Sverige.